# Eri Kamei
Eri Kamei (亀井絵里, Kamei Eri, née le 23 décembre 1988) est une ex-idole japonaise du Hello! Project, chanteuse, actrice, modèle, animatrice TV et radio.

## Biographie
Eri Kamei a été sélectionnée lors de l'audition Morning Musume LOVE Audition 2002 pour intégrer les Morning Musume dans le cadre de la sixième génération, avec Reina Tanaka et Sayumi Michishige, rejointes par Miki Fujimoto. Elle fait ses débuts avec le groupe en 2003 sur le single Shabondama, présent sur l'album Ai no Dai 6 Kan, et fait sa première apparition en public lors du concert Morning Musume Concert Tour 2003 Haru "Non Stop!".
En septembre de la même année, elle est placée dans le sous-groupe temporaire Morning Musume Sakuragumi et sort deux singles dans le cadre du groupe avant qu'il soit désactivé. Elle participe aussi aux shuffle units H.P. All Stars en 2004 et Tanpopo # en 2009-2010.
Eri Kamei a été l'une des membres les plus timides de la sixième génération. Tsunku, leur auteur et producteur en parle même dans les paroles du single Joshi Kashimashi Monogatari qui donnait une petite description de chacune des membres. Elle obtient le rôle de la pseudo-journaliste "Elizabeth Kyamei" dans le segment "Hello Pro News" de l'émission télévisée Hello! Morning, montrant son côté comique et sort de sa coquille.
Depuis, elle a abordé un certain nombre de rôles comiques, notamment sa parodie de Yon-sama (l'acteur coréen Bae Yong Jun). Elle a son propre segment dans l'émission "Hello! Pro Hour" en tant que vendeuse dans le rôle de Kamezou Eric, le "Eric Kamezou pas Ari Maid".
Le 8 août 2010, Tsunku annonce sur son blog qu'Eri Kamei ainsi que ses collègues JunJun et LinLin seront "graduées" des Morning Musume le 15 décembre 2010. D'après l'annonce, son départ serait dû à des problèmes de santé, une maladie de peau la poussant à arrêter ses activités pour se soigner. Elle quitte comme prévu les Morning Musume et le Hello! Project après une cérémonie d'adieu (dite de graduation) lors du dernier concert de la tournée Rival Survival. Elle ne rejoint pas le M-line club comme les autres anciennes membres du groupe, et aucune suite à sa carrière n'est alors annoncée.

### Profil
- Nom : Kamei Eri (亀井絵里)
- Surnoms : Eririn (えりりん), Kame (亀, littérairement "Tortue"), Kyamei (キャメイ), PPP (Pokepokepuu) (ぽけぽけぷぅ)
- Date de naissance : 23 décembre 1988 (1988-12-23) (âge 27)
- Lieu de naissance : Arakawa, Tokyo, Japon
- Groupe sanguin : AB
- Taille : 157 cm
- Hobbies : Regarder les DVD concert des autres artistes
- Devise : "Tu es toi ! Ne te compare pas aux autres !"
- Plat préféré : Umeboshi, yaourt et pâtes en tous genre
- Mot préféré : "Bonne Nuit""L'amour"
- Couleurs préféré : noir, rose, blanc
- Hello! Project :
  - Morning Musume (2003–2010)
  - Morning Musume Sakura Gumi (2003–2004)
  - H.P. All Stars (2004)
  - Hello! Project Akagumi (2005)
  - Wonderful Hearts (2006–2009)
  - Tanpopo # (2009–2010)
  - Muten Musume (2010)

## Anecdotes
- Elle a fréquenté un collège privé et un lycée privé.
- Elle a un frère aîné et une sœur cadette.
- Elle est amie avec Sayumi Michishige, Reina Tanaka et Risa Niigaki.
- Elle a auditionné parce qu'elle "voulait se changer".
- Comme Miki Fujimoto, elle est tristement célèbre pour son manque d'habileté de dessin.
- Kamei a déclaré à l'émission radio "Young Town Douyoubi" (diffusé le 17/06/2006) que son père l'a nommée « Eri » d'après une chanson de Southern All Stars, "Itoshi no Ellie".
- Elle aime les vêtements de style occidental.
- Elle est une personne matinale.
- Elle a dit qu'elle s'endort très vite après le travail, autour de 10:30.

## Discographie solo
Album
- 8 décembre 2010 : Hello! Cover

## Discographie en groupes

### Avec Morning Musume
Singles
- 30 juillet 2003 : Shabondama
- 6 novembre 2003 : Go Girl ~Koi no Victory~
- 21 janvier 2004 : Ai Araba It's All Right
- 12 mai 2004 : Roman ~My Dear Boy~
- 22 juillet 2004 : Joshi Kashimashi Monogatari
- 3 novembre 2004 : Namida ga Tomaranai Hōkago
- 19 janvier 2005 : The Manpower!
- 27 avril 2005 : Osaka Koi no Uta
- 27 juillet 2005 : Iroppoi Jirettai
- 9 novembre 2005: Chokkan 2 ~Nogashita Sakana wa Ōkiizo!~
- 15 mars 2006 : Sexy Boy ~Soyokaze ni Yorisotte~
- 21 juin 2006 : Ambitious! Yashinteki de Ii Jan
- 8 novembre 2006 : Aruiteru
- 14 février 2007 : Egao Yes Nude
- 25 avril 2007 : Kanashimi Twilight
- 25 juillet 2007 : Onna ni Sachi Are
- 21 novembre 2007 : Mikan
- 16 avril 2008 : Resonant Blue
- 24 septembre 2008 : Pepper Keibu
- 18 février 2009 : Naichau Kamo
- 13 mai 2009 : Shōganai Yume Oibito
- 12 août 2009 : Nanchatte Renai
- 28 octobre 2009 : Kimagure Princess
- 10 février 2010 : Onna ga Medatte Naze Ikenai
- 9 juin 2010 : Seishun Collection
- 17 novembre 2010 : Onna to Otoko no Lullaby Game

Albums
- 31 mars 2004 :  Best! Morning Musume 2
- 8 décembre 2004 :  Ai no Dai 6 Kan
- 15 février 2006 :  Rainbow 7
- 13 décembre 2006 :  7.5 Fuyu Fuyu Morning Musume Mini!  (mini album)
- 21 mars 2007 :  Sexy 8 Beat
- 26 novembre 2008 :  Cover You  (reprises)
- 18 mars 2009 :  Platinum 9 Disc
- 17 mars 2010 :  10 My Me
- 1er décembre 2010 :  Fantasy! Jūichi

(+ compilations du groupe)

### Autres participations
Singles
- 18 septembre 2003 : Hare Ame Nochi Suki (avec Morning Musume Sakura Gumi)
- 25 février 2004 : Sakura Mankai (avec Morning Musume Sakura Gumi)
- 1er décembre 2004 : All for One & One for All! (avec H.P. All Stars)
- 27 octobre 2010 : Appare Kaiten Zushi! (avec Muten Musume)

## Filmographie
Filmographie
- 2003 : Hoshizuna no Shima, Watashi no Shima ~Island Dreamin'~ (星砂の島、私の島 ~アイランド・ドリーミン~) (Tomimaru Mikiko)
- 2011 : Keitai Deka The Movie 3: Morning Musume Kyuushutsu Daisakusen! ~ Pandora no Hako no Himitsu~ (ケータイ刑事　THE　MOVIE3　モーニング娘。救出大作戦！～パンドラの箱の秘密)

Dramas TV
- 2010 : Hanbun Esper (半分エスパー)
- 2010 : Nihonjin no Shiranai Nihongo (日本人の知らない日本語) (Miki)

Anime
- 2009–2010 : Jewelpet (ジュエルペット) (Kogyoku Rinko)

Internet
- 2005 : Dai 10 Kai Hello Pro Video Chat (第10回ハロプロビデオチャット)
- 2006 : Ojigi 30 Do (おじぎ30度) (Tsuru Erika)

## Divers
Comédies musicales et Théâtre
- 2006 : Ribbon no Kishi The Musical (リッボンの騎士ザ・ミュージカル) (Tortue)
- 2008 : Cinderella The Musical (シンデレラ The ミュージカル) (Portia)
- 2009 : Ojigi de Shape Up! (おじぎでシェイプアップ!) (Tsuru Erika)
- 2010 : Fashionable (ファッショナブル) (Origuchi Yukari)

Radio
- 2007–2008 : GAKI KAME
- 2009–2010 : FIVE STARS

DVD
- 2003 : Hello Hello! (avec Sayumi Michishige & Reina Tanaka)
- 14 mars 2007 : Love Hello! Kamei Eri DVD
- 14 janvier 2009 : 20 Dreams
- 03 mars 2010 : too sweet Eri
- 2010 : Kamei Eri Graduation Memorial DVD

Programmes TV
- 2003 : Soreyuke! Gorokkies (それゆけ! ゴロッキーズ)
- 2004 : Futarigoto (二人ゴト)
- 2004 : Majokko Rika-chan no Magical v-u-den (魔女っ娘。梨華ちゃんのマジカル美勇伝)
- 2005 : Musume DOKYU! (娘DOKYU!)

Photobooks
- 16 juillet 2003 : Hello Hello! Morning Musume Sixth Generation Member (avec Sayumi Michishige, Reina Tanaka)
- 21 décembre 2004 : Kamei Eri
- 16 septembre 2005 : DAYS
- 26 mai 2006 : 17sai
- 28 février 2007 : Love Hello! Kamei Eri in Phuket
- 10 octobre 2007 : MAPLE
- 3 avril 2008 : ERI
- 23 décembre 2008 : 20 (Hatachi)
- 25 février 2010 : sweet
- 26 septembre 2010 : Eririn
- 12 novembre 2010 : Hello Hello! ～Memories～ (avec Sayumi Michishige, Reina Tanaka)
- 5 décembre 2010 : THANKS